# Моры-Казахский автономный уезд
Моры-Казахский автономный уезд (кит. упр. 木垒哈萨克自治县, пиньинь Mùlěi Hāsàkè zìzhìxiàn; уйг. مورى قازاق ئاپتونوم ناھىيىسى‎; каз. مورىي قازاق اۋتونومىييالىق اۋدانى Мори Қазақ автономиялық ауданы) — автономный уезд в Чанцзи-Хуэйском автономном округе Синьцзян-Уйгурского автономного района КНР.

## История
В 1930 году из уезда Цитай был выделен уезд Мулэйхэ (木垒河县). 14 июля 1954 года он был преобразован в Моры-Казахский автономный район, 14 февраля 1955 года автономный район был преобразован в автономный уезд в составе Специального района Урумчи. В 1958 году Моры-Казахский автономный уезд был передан в состав Чанцзи-Хуэйского автономного округа.

## Административное деление
Моры-Казахский автономный уезд делится на 3 посёлка, 7 волостей и 1 национальную волость (Дананьгоу-Узбекская национальная волость).

## Население
В уезде проживают китайцы, казахи, уйгуры, узбеки и хуэйцы.

## Экономика
Ключевое значение имеют пастбищное животноводство и земледелие. В уезде активно развивается солнечная энергетика.